# 能源需求管理
能源需求管理（英語：Energy Demand Management），也稱為需求面管理（英語：Demand-Side Management，缩写：DSM) ，或需求面響應（英語：Demand-Side Response，缩写：DSR），是透過財政誘因和加強教育宣導等方式，來影響消費者使用能源的習慣，達到調整需求的目的。
通常需求面管理的目標是鼓勵消費者在尖峰時段減少使用電力，或將使用時間改至夜間和週末等非尖峰時段。執行需求管理不一定會降低總能源消耗，但有望將原為配合尖峰需求而對輸送能源網路和/或發電廠的投資減少。其中一例是建立儲能設施，在非尖峰時段將多餘的電力儲存，之後在尖峰時段再釋放回輸電網路供消費者使用。
DSM的一個新應用是幫助電網營運商將風能和太陽能發電所具有的間歇性予以平衡，特別是當能源需求的時間及需求量與前述再生能源發電量無法匹配的時候。設計在需求尖峰期間上線的尖峰負載發電機組通常使用的是化石燃料，而執行DSM能夠最大限度減少這類機組使用，因此能減少二氧化碳和其他污染物的排放。
DSM這個名稱是在1973年第一次石油危機和1979年第二次石油危機發生之後所創。許多國家政府為此開始強制執行各式管理計畫。一早期的案例是美國於1978年制定的《國家節約能源政策法案》，在此之前，加利福尼亞州和威斯康辛州也採取類似的行動。需求面管理由美國獨立非營利機構電力科學研究所（EPRI）於1980年代中公開提出。如今隨著資訊及通訊技術與電力系統日益緊密結合，DSM技術變得越來越可行。新興名詞如整合需求面管理（integrated demand-side management，簡稱IDSM）或智慧電網也隨之出現。
需求面管理在1990年代經歷過顯著的轉變，主要是受到全球一系列變化的影響 - 包括技術進步、通訊突破以及製造過程的改善，導致更高品質的產品以更低的成本生產。因此，需求面管理的重點也從住宅負載管理轉移到商業和工業需求管理。

## 運作
美國電力產業曾經歷過嚴重依賴進口能源的時期 - 包括電力及用於發電的化石燃料。美國聯邦政府在1970年代石油危機期間通過《公用事業監管政策法案》（PURPA），希望減少對進口石油的依賴，並提高能源效率和利用替代能源。PURPA要求公用事業公司從獨立電力生產商獲得盡可能便宜的電力，而這反過來又促進再生能源得以發展，並促使公用事業公司減少使用的電力，從而推動能源效率和需求管理進展。
根據目前的天氣模式，短期和中期用電量均可能會發生巨大變動。一般來說，批發電力系統會透過調度額外或更少的發電量來適應不斷的需求變化。在用電尖峰期進行額外的發電通常由效率較低的"尖峰負載"電源提供。此外，由於各種因素的限制（例如用電習慣的固化、缺乏即時資訊等），電力消費者調整需求的彈性較低。許多市場仍以歷史成本為基礎制定電價，這使得消費者對電價變動的敏感度降低，不利於鼓勵節約用電。
能源需求管理活動試圖讓電力需求和供應更接近感知到的最佳水平，並幫助電力終端用戶從減少需求中受益。在現代管理體系中，整合需求面管理（IDSM）變得越來越普遍。 IDSM會自動向最終使用系統發送訊號，根據系統狀況減輕負載。這樣就可非常精確地調整需求，以確保能時時與供應相匹配，而減少公用事業公司因需擴大承載而增加資本支出。當系統負荷達到尖峰時，IDSM系統會自動向用電設備發送信號，降低其用電量，避免電網過載。而在間歇性再生能源出力較高時，IDSM系統則會適時增加負載，以吸收多餘的電力，防止頻率偏離。
一般而言，需求調整可透過多種方式達成：透過對價格訊號的回應，例如晚上和白天的永久差別費率或偶爾的高價使用日，透過家庭區域網路實施即時用電量監控達成行為改變，自動化控制（例如遠端控制）空調，或使用節能設備進行永久負載調節。

## 邏輯基礎
對任何商品的需求都可透過市場參與者和政府的行動（監管和稅收）來改變。能源需求管理是種影響能源需求的方法。 DSM最初應用於電力領域，但如今也廣泛應用於水和天然氣等公用事業領域。
20世紀以來，人類社會經歷前所未有的工業化和城市化進程。這些發展帶來巨大的能源需求，主要來自以下幾個方面：
- 工業生產： 工廠的運轉、機器設備的動力、產品的製造等，都需要大量能源。
- 交通運輸： 汽車、飛機、火車等交通工具的普及，使得能源消耗大幅增加。
- 民生用電： 空調、冰箱、電腦等家電產品的普及，提高家庭用電量。

為滿足不斷增長的能源需求，人類大量依賴化石燃料（如煤碳、石油、天然氣）作為能源來源。然而，這種過度依賴也帶來一系列嚴重的環境問題：
- 空氣污染： 燃燒化石燃料產生大量的二氧化碳、硫氧化物、氮氧化物等有害氣體，導致空氣品質惡化，並加劇全球暖化。
- 水污染： 燃燒化石燃料產生的廢棄物會污染水源，對生態環境造成嚴重危害。
- 資源枯竭： 化石燃料是不可再生資源，長期過度開採將導致資源枯竭。

全球正致力於逐步淘汰化石燃料，以緩解及調適氣候變化的影響。但目前各國對於化石燃料的價格補貼（能源補貼）仍是個嚴重的問題。雖然二十大工業國已承諾將此補貼逐步淘汰，但截至2023年，由於選票考慮或能源安全的考慮，補貼仍然存在。估計全球於2022年的化石燃料消費補貼達到一兆（萬億）美元，數字會因每年油價而有所波動，但仍持續維持在數千億美元的水平。
面對日益嚴峻的能源和環境問題，能源需求管理 (EDM) 作為一種積極的應對策略應運而生。EDM的核心思想是：通過改變能源消費模式，減少對化石燃料的依賴，提高能源利用效率，從而實現可持續發展。

## 管理類型
- 能源效率：是提供產品和服務過程中減少使用能源的做法。目前有許多技術和方法較以往更為節能。例如對建築物進行隔熱（絕緣）可讓其使用更少的供暖和冷卻能源，而仍能讓人舒適處於其中。另一做法是取消有促進高能源消耗和低效率能源利用的能源補貼。[21]提高建築物、工業流程和交通運輸的能源效率可在2050年將世界能源需求降低三分之一。[22]
- 需量反應：任何減少、平緩或轉移需求的反應性或預防性方法。從歷史上看，需量反應計劃的重點是減少尖峰用電，以推遲增建發電容量所需的高昂成本。然這種反應計劃現正設法將間歇性再生能源整合，以改變淨負載狀態。[23]需量反應包括對最終用戶電力消費模式進行有意修改，目的在改變瞬時需求的時間、水平或總電力消耗。[24]需量反應是指電錶客戶端針對電力系統內的特定情況（例如用電尖峰期電網的負載或高電價）可採的一系列行動，包括前面提到的IDSM。[25]
- 動態需求（英语：Dynamic demand (electric power)）：將設備操作週期提前或延遲幾秒鐘，以增加負載機組的多樣性因素。其概念是透過監控電網的功率多樣性係數（英语：diversity factor）及其自身的控制參數，單一間歇性負載將在最佳時刻開動或是關閉，以平衡整個系統負載與發電，減少關鍵的功率失配。[26]由於這種切換只讓設備操作週期提前或延遲幾秒鐘，最終用戶將不會感覺到。美國電力系統工程師Fred Schweppe於1982年將此想法取得專利（現已失效）。[27]空調設備經常會用到此類型的控制。美國加州的SmartAC計劃即為使用此管理法的一例。[28]
- 分散式發電：分散式發電，也稱為分散式能源、現場發電（OSG）或區域/分散能源，是由各種小型併網設備進行的發電和儲存（簡稱DER）。[29]傳統發電廠，如燃煤、燃氣和核電廠，以及水力發電廠和大型太陽能發電廠都是集中式的，往往需要長距離將電力輸送出去。而分散式發電是小型、散佈各處、模組化和更靈活的技術，雖然發電容量可能僅為10百萬瓦 (MW) 或更小，但其位置靠近它們所服務的用電客戶。這些系統包含多個發電和儲存組件，因此被稱為混合動力系統。[30]分散式發電系統通常使用再生能源，包括小型水力、生物質能、生物燃氣、太陽能、風能和地熱能，已在配電系統中日益發揮重要作用。用於儲存電力的併網設備也可歸類為DER系統，通常被稱為分散式能源儲存系統（DESS）。[31]分散式能源系統也可透過介面，在智慧電網內進行管理和協調。分散式發電和儲存可從多種來源取得電力，因而降低環境影響並提高供應安全性。

## 規模
廣義上的能源需求面管理可分為四大類：全國層級、公用事業層級、社區層級、個人家庭層級。

### 全國層級
能源效率提升是最重要的需求面管理目的之一。可透過於住房、建築、電器、運輸、機器等方面的立法和設定標準在全國實施。

### 公用事業層級
公用事業公司在尖峰需求期間能夠控制大面積的儲水式熱水器、泳池水泵和空調器，以降低需求，（例如澳大利亞和瑞士所施行的）。一種常見的技術是漣波控制：在正常的電力（50或60赫茲）上疊加高頻信號（例如1，000赫茲），來控制特定的電力設備。.在更多以服務為主的經濟體中（例如澳大利亞）電網尖峰需求通常發生在下午晚些到傍晚早些時候（下午4點到晚上8點），最大的電力需求源自住宅和商業需求。因此公用事業公司（電網分銷商）管理住宅儲水式熱水器、泳池水泵和空調器就能達成某種程度的降低需求作用。

### 社區層級
在寒冷冬季的地區，社區型集中供暖系統已有幾十年的歷史。同樣的，在夏季酷熱地區，其尖峰需求需要進行管理，例如美國的德克薩斯州和佛羅里達州、澳大利亞的昆士蘭州和新南威爾士州。可在社區實施需求方管理，以減少供暖或製冷的尖峰需求。另一方面是興建淨零能耗建築或社區。
在社區層級管理能源、尖峰需求和帳單會更為可行，原因是具有集體購買力、議價能力、更多能源效率或儲能選項、更大的靈活性和多樣性，可在不同時段發電和用電，例如使用太陽能光電系統來補充日間用電或用於儲能。

### 家庭層級
在澳大利亞地區，超過30%的家庭裝置有屋頂太陽能光電系統（2016年）。對住戶而言，使用免費的太陽能，而能減少從電網輸入能源。此外，當考慮到電力系統整體運作時，需求管理可運用系統化方法，整合各種能源技術和措施（太陽能光電、空調器、電池儲能、蓄水式熱水器、建築物性能和能源效率措施），以達到更為優化的效果。

## 舉例

### 澳洲昆士蘭州
澳洲昆士蘭州的公用事業公司在某些家用電器（如空調機）或家用儀表上安裝裝置，以控制儲水熱水器、泳池水泵等的用電。這些裝置將讓能源公司能在尖峰時段遠端控制設備的使用週期。公用事業公司還提高各種消耗能源設備的效率，並給予消費者在非尖峰時段使用電力的財務獎勵，因為能源公司的生產成本在非尖峰時段會較低。.
另一例是昆士蘭州東南部的家庭可透過需求面管理，改用用屋頂光電系統生產的電力作加熱水的用途。

### 加拿大多倫多
加拿大安大略省能源獨佔分銷商多倫多水電公司(Toronto Hydro)於2008年有超過4萬人註冊，同意在家中空調器上安裝遠端設備，讓能源公司用來降低需求尖峰。該公司發言人Tanya Bruckmueller表示，這個計劃在緊急情況下可將需求減少40百萬瓦。

### 美國印第安納州
美國鋁業公司沃里克郡工廠作為獨立系統營運商和區域傳輸組織 - 中大陸獨立系統營運商公司（MISO）的合格需量反應資源 - 提供能源、備轉容量及調頻服務，以協助平衡系統負載，確保電網穩定運轉。

### 巴西
需求面管理可適用於以火力發電廠為主的電力系統，也可適用於以水力等再生能源發電為主，並以火力發電為輔的系統。
以巴西為例，該國水力發電量佔總發電量的80%以上，但為實現發電系統的平衡，水力發電廠產生的電力會低於尖峰的需求。尖峰承載發電由化石燃料發電廠提供。 2008年，巴西因面臨超出預期的電力需求，被迫啟用未規劃的輔助火力發電，導致消費者額外支出逾10億美元的電費。
在巴西，即使發電廠閒置，消費者也要支付所有提供能源的投資。對於大多數化石燃料火力發電廠而言，消費者僅在這些發電廠發電時時才支付燃料和其他營運成本。以單位發電量計算，火力發電廠的能源費用高於水力發電廠的。巴西只有少數火力電廠使用天然氣，這類電廠造成的污染比水力發電廠嚴重得多。為滿足尖峰需求而生產的電力成本較高（包括投資和營運成本），這類電廠排放的污染也會造成巨大的環境成本，產生財務和社會責任。因此，目前系統如果能善用能源需求管理，或許就沒必要大力擴充輔助火力發電系統及輸電網路，而能減少前述的不利影響。

## 問題
有些人認為需求面管理效率低下，因為它常常導致公用事業成本上升，利潤減少。
需求方管理的主要目標之一是能夠根據當時公用設施的真實價格向消費者收費。如果消費者在非高峰時段使用電力的費用較低，而在高峰時段的費用較高，那麼理論上，供需關係將鼓勵消費者在尖峰時段減少用電，從而達成需求方管理的主要目標。

## 引述資料
- Loughran, David S; Kulick, Jonathan. . The Energy Journal. 2004, 25: 19–43. doi:10.5547/issn0195-6574-ej-vol25-no1-2.
- Dunn, Rodney. . US Energy Information Administration. 2002-06-23  [2010-11-09]. （原始内容存档于2008-10-09）..
- . Pacificorp: A Midamerican Energy Holdings Company. 2010  [2010-11-09]. （原始内容存档于2010-10-13）.
- Sarkar, Ashok & Singh, Jas.  (PDF). United States Energy Association (The World Bank). October 2009  [2010-11-09]. （原始内容 (PDF)存档于2010-08-13）..
- Simmons, Daniel. . MasterResource. 2010-05-20  [2010-11-09]. （原始内容存档于2024-08-24）.

### 引述著作
- (PDF). PacificCorp (报告) 1 Final Report (Portland: Quantec). 2006  [7 November 2011]. （原始内容 (PDF)存档于28 September 2011）.
- Brennan, Timothy J.  (PDF). Energy Policy. 2010, 38 (8): 3874–85  [2024-09-21]. Bibcode:2010EnPol..38.3874B. doi:10.1016/j.enpol.2010.03.007. （原始内容存档 (PDF)于2013-10-08）.
- Moura, Pedro S; De Almeida, Aníbal T. . Applied Energy. 2010, 87 (8): 2581–8. doi:10.1016/j.apenergy.2010.03.019.
- (PDF) (报告) Rep. no. D06090. Oakland: Charles River Associates. 2005  [2024-09-21]. （原始内容存档 (PDF)于2018-04-17）.

## 外部連結
- Demand-Side Management Programme IEA
- Energy subsidies in the European Union: A brief overview
- Managing Energy Demand seminar Bern, nov 4 2009 （页面存档备份，存于）
- Torriti, Jacopo. . Energy Policy. 2012, 44: 199–206. Bibcode:2012EnPol..44..199T. doi:10.1016/j.enpol.2012.01.039.
- UK Demand Side Response （页面存档备份，存于）